# Sabadim
Sabadim es una freguesia portuguesa situada en el municipio de Arcos de Valdevez. Según el censo de 2021, tiene una población de 410 habitantes.